# 庫珀斯鎮區 (北卡羅萊納州納什縣)
庫珀斯鎮區（英語：Coopers Township）是位於美國北卡羅萊納州納什縣的一個鎮區。

## 地方資料
庫珀斯鎮區的面積為78.47平方千米，皆為陸地。根據2020年美國人口普查的數據，當地共有人口3863人，而人口密度為每平方千米49.23人。